# Ia Belfrage
Ia Ingegerd Gunnel Belfrage, född 2 november 1949 i Malmö, är en svensk arkitekt.
Belfrage, som är dotter till docent Sven Belfrage och skolläkare Maj Heijbel-Belfrage, utexaminerades från Lunds tekniska högskola 1978. Hon bedrev egen verksamhet från 1981, från 1982 med namnet Arkitektgrupp Fyra, från 1983 med namnet Belfrage, Engwall & Haremst AB. Hon anställdes hos White arkitekter AB i Malmö 1988. Hon deltog i en arkitekttävling med ett förslag till en vårdcentral 1982 (inköp).